# David E. Nye
David E. Nye er en amerikansk historiker med speciale i teknologihistorie og amerikanske studier.
Han har været tilknyttet Syddansk Universitet.
Nye har skrevet adskillige engelsk-sprogede bøger og modtaget flere priser, i Danmark Dansk Magisterforenings Forskerpris.

## Udvalgt bibliografi
- David E. Nye (oktober 1994), American Technological Sublime, ISBN 978-0-262-14056-0, OL 17276753M, Wikidata  Q104586611